# 나카조정
나카조정(中条町)은 니가타현 기타칸바라군에 설치되었던 정이다. 니가타현 북동부 동해에 위치했다.

## 지리
면적은 84.58km.전체 길이 15km에 달하는 해안선을 가지고 있다

## 역사
가마쿠라 시대부터 전국 시대까지는 나카조 씨가 지배했다. 근세에는 시바타·무라카미라고 하는 2개의 성읍의 중간에 위치하기도 해  역참 마을로서 번창했다. 덧붙여 슈쿠바쵸의 거리는 합병 후인 2010년도에 니가타현의 경관 조성 시범 지구로 지정되어 있다
- 1889년 4월 1일 - 정촌제 시행과 함께 나카조촌 구역에 따라 나카조정이 성립하였다.
- 1902년 11월 1일 - 시바하시촌, 혼조촌이 합병해 나카조정이 신설되었다.
- 1956년 9월 30일 - 기노토촌과 합병해 나카조정이 신설되었다.
- 1967년 1월 1일 - 쓰이지촌을 편입하였다.
- 2004년 9월 17일 - 구로카와 촌과의 법정 합병 협의회가 성립하였다.
- 2005년 9월 1일 - 쿠로카와촌과 합병해 다이나이시가 성립해, 동일 나카조정은 폐지되었다.

## 교통

### 철도
- 동일본 여객철도 우에쓰 본선

### 도로
- 니혼카이토호쿠 자동차도
- 국도 제7호선 - 나카조 쿠로카와 하이패스
- 국도 제113호선
- 국도 제345호선